# US Robotics
US Robotics är en amerikansk tillverkare av datormodem och relaterade produkter. Det grundades 1976 och har sitt säte i Schamburg i Illinois. Det var som störst på 1980-talet men har på senare dagar minskat. I dagsläget (2009) har företaget 125 anställda.